# Martin Frobisher
Martin Frobisher (1588-tól sir Martin Frobisher) Altofts, 1535 körül – Plymouth, 1594. november 22.) angol tengerész, felfedező.

## Expedíciói
Három kis hajóval (közülük kettő – a Gabriel és a Michael – volt 20–25 tonnás bark, a harmadik egy kb. 10 tonnás naszád) 1576. június 7-én indult el az Északnyugati átjárót keresve. A Shetland-szigetek érintése után egy viharban legkisebb hajója elsüllyedt, a Michelt pedig Grönlandon kiürítették, úgyhogy valamennyien a Gabriel fedélzetén folytatták útjukat. Augusztus legelején érte el a később róla elnevezett Frobisher-öblöt. Több napig vitorlázott az öbölben nyugat felé, és úgy tűnt neki, hogy a víz áramlásával szemben. Úgy gondolta, hogy a víz a Csendes-óceánból áramolhat, tehát sikerült megtalálnia a keresett átjárót. Emellett sárgán erezett és ezért aranytartalmúnak vélt köveket is talált, úgyhogy visszafordult Angliába. Október 9-én érkezett meg Londonba, ahol kitörő örömmel fogadták.
Második útjára 1577. május 27-én indult, immár a királynő támogatásával és ezúttal is három hajóval (a 150 tonnás Ayde, valamint a két bárka: a Gabriel és a Michael). Ekkor már nem az átjáró végighajózását, hanem egy ilyen jellegű expedíció előkészítését tekintette céljának. Július 17-én érték el a Frobisher-öböl szája előtt emelkedő Hull-szigetet, és azt értékes érceket keresve alaposan átkutatták. Néhány hét múlva továbbindultak, és felderítették a Baffin-sziget déli partvidékét. Augusztus 23-án fordultak vissza, és a három hajó augusztus utolsó hetében futott be különböző angol kikötőkbe.
Harmadik útjára 1578. június 3-án indult. Június 20-án érte el Grönland déli partjait. Miután Dennis nevű, 100 tonnás bárkája hajótörést szenvedett, többi hajójával behatolt a Hudson-szorosba, és úgy vélte, hogy ez a keresett átjáró. Mintegy hatvan mérföldet hajózott fölfelé a Hudson-szorosban, de úgy vélte, nem ez a kapu a keresett Északnyugati-átjáróhoz, ezért visszatért a mai Frobisher-öbölhöz. Itt megpróbált egy telepet alapítani, de ez a széthúzás és az elégedetlenség miatt nem sikerült. Augusztusban indult vissza Angliába, ahová októberben érkezett nagy ércrakománnyal. Ezt végre megnézették szakemberekkel is, és ekkor a három úton gyűjtött összes érc értéktelen piritnek bizonyult.
1585-ben Francis Drake helyetteseként vett részt annak az amerikai spanyol birtokokat végigrabló portyáján.
1588-ban a spanyol Armada legyőzésében játszott szerepéért a királynő lovaggá ütötte.
Egy spanyol hajórajjal vívott összecsapásban kapott halálos sebet.

## Fordítás
- Ez a szócikk részben vagy egészben  a   Martin Frobisher című angol Wikipédia-szócikk ezen változatának fordításán alapul.  Az eredeti cikk szerkesztőit annak laptörténete sorolja fel. Ez a jelzés csupán a megfogalmazás eredetét és a szerzői jogokat jelzi, nem szolgál a cikkben szereplő információk forrásmegjelöléseként.